# Knez (riba)
Knez (lat. Coris julis) je morska riba iz porodice usnača. U Hrvatskoj je još poznat kao vladika, knezac, dugnjaca, kinez, kralj, zastava, zlatac, žotra. Osim ovih ima još cijelo mnoštvo drugih naziva kod nas (preko 100).

## Opis
Knez je uz lumbraka najbrojnija usnača u Jadranu. Sitna je riba, lijepo oblikovana tijela (izduzeno je i vretenasto), u boku spljošteno, a u cjelini simetrično. Na maloj stožastoj glavi nalaze se sitna usta, a u njima tanki i oštri zubi. Tijelo im je izvanredno gipko. 
Dugo vremena znastvenici su smatrali da postoje dvije varijacije jedne vrste kneza (Coris julis te Coris giofredi), a još uvijek u nekim predjelima Jadrana ljudi su uvjereni da postoje dvije vrste kneza, smeđe bijela vrsta te zeleno ili plavo bijela vrsta s crnom mrljom po sredini. U oba slučaja se radi o istoj vrsti, ali različitim spolovima, a veličina tu i ne igra neku ulogu. Naime, iako knez mijenja spol kroz život (u početku je ženka a kasnije mijenja spol u mužjaka) i to pri veličini od oko 18 cm dužine, ta veličina promjene varira kod svakog primjerka, tako da znaju postojati i veća ženka i manji mužjak. Mužjak ima leđa maslinasto-zelene boje a na boku ima narančastu cik-cak pruga ispod koje na prednjem dijelu tijela ima crnu prugu. Trbuh mu je bijel, a na škržnom poklopcu ima plavu mrlju. Na početku leđne peraje ima crnu mrlju. Ženka ima maslinasto-zelena leđa, a duž tijela joj se pruža smeđa cik-cak pruga ispod koje se nalazi bijeli trbuh. Na škržnom poklopcu ima plavu mrlju. Obično se nalazi do 60 metara dubine, ali je uhvaćen i na većim dubinama, do 120 m, pogotovo veći mužjaci. Knez je vrlo osjetljiv na zagađenja i živi samo u čistom moru, tako da se smatra indikatorom čistoće. Grabežljivac je i hrani se manjim ribama, račićima, crvićima,...

## Razmnožavanje
Za razliku od ostalih vrsta labrida, knez ne gradi gnijezda već se njegove larve izliježu pelagijski. Razmnožava se krajem proljeća i početkom ljeta.

## Ribolov i upotreba
Zbog male veličine nije zanimljiv u komercijalnom ribolovu kao ni u gastronomiji. Lovi se većinom na udicu prilikom lova na druge pridnene vrste. Premda mali, vrlo je ukusan i slastan je zalogaj svim znalcima, bilo pržen ili kao dodatak ukusnom brujetu.

## Zanimljivost
Knez je vrlo osjetljiv na zagađenja i živi samo u čistom moru, tako da se smatra indikatorom čistoće.

## Rasprostranjenost
Kneza se može pronaći u istočnom dijelu Atlantika, sjeverno od Norveške i Švedske pa južno sve do Gabona. Rasprostranjena je i na cijelom Mediteranu. Jedinke pronađene južnije vjerojatno pripadaju vrsti Coris atlantica

## Poveznice
|  | Zajednički poslužitelj ima još gradiva o temi Knez |
|  | Wikivrste imaju podatke o taksonu Knez             |